# Patogenost
Patogenost (grč. παθος, pathos, „osećaj, patnja“ i гένεσις, genesis, „dovođenje u biće“ ili doslovno „dovođenje patnje u biće“) genetički je determinisano svojstvo (sposobnost) pojednih mikroorganizama (agenasa ili patogena), bakterija, virusa, gljivica, da izazovu bolest i...„relativno je retka osobina u svetu mikroorganizama. Do danas je opisano oko 40.000 vrsta bakterija, od kojih nekoliko stotina vrsta mogu izazvati oboljenje ljudi...“  Njihova sposobnost da proizvedu bolest povezana je sa njihovim karakteristikama koje su stekli tokom nastojanja da prežive u svom domaćinu. Domaćin može biti određena životinja, biljka, gljiva ili druga vrsta mikroba.
Srodan termin za patogenost je virulencija, koja se odnosi na stepen patogenosti određenog organizma, i neka vrsta je užeg termina u odnosu na patogensot.
Na primer, određeni mikrobi koji izazivaju bolesti sposobni su da proizvode i oslobađaju toksine, upadaju u tkiva, nadmeću se za hranljive materije i sposobnost da potisnu imuni mehanizam svog domaćina. Mikrobne vrste koje su patogene su one koje izazivaju bolesti kao što su male boginje, zauške, boginje, rubeola, ebola, itd. Na primer, virus humane imunodeficijencije (HIV) koji izaziva HIV infekciju i sindrom stečene imunodeficijencije (AIDS) je sposoban da inficira ćelije u ljudskom imunološkom sistemu, npr. CD4+ T ćelije, makrofagi i dendritične ćelije. Oni ne samo da su u stanju da izbegnu imuni odgovor i mehanizam takvih ćelija. Oni su takođe sposobni da uđu u ove ćelije, razmnožavaju se i ubijaju.

## Terminologija
Patolozi beskičmenjaka imaju više definicija za termine patogenost i virulencija, a ove definicije variraju u različitim disciplinama koje se fokusiraju na interakcije domaćin-patogen. Nakon pregleda različite literature, uključujući patologiju biljaka , patologiju beskičmenjaka, evolucionu biologiju i medicinu, može se otkriti da većina definiše patogenost kao širi pojam, koji uključuje virulenciju. Virulencija se posmatra kao ozbiljnost manifestacije bolesti koja se može meriti samo kod inficiranih osoba. Ove definicije se lako primenjuju i na smrtonosne i nesmrtonosne bolesti.

## Osnovni pojmovi
Patogenost  uključuje kombinaciju infektivnosti (sposobnost patogena da inficira domaćine) i virulenciju (ozbiljnost bolesti domaćina). Kohovi postulati se koriste za uspostavljanje uzročno-posledičnih veza između mikrobnih patogena i bolesti. Dok meningitis može biti uzrokovan raznim bakterijskim, virusnim, gljivičnim i parazitskim patogenima, koleru izazivaju samo neki sojevi Vibrio cholerae. Pored toga, neki patogeni mogu izazvati bolest samo kod domaćina sa imunodeficijencijom. Ove oportunističke infekcije često uključuju infekcije stečene u bolnici među pacijentima koji se već bore protiv drugog stanja.
Infektivnost uključuje prenos patogena direktnim kontaktom sa telesnim tečnostima ili kapljicama u vazduhu zaraženih domaćina, indirektnim kontaktom koji uključuje kontaminirana područja/predmete, ili prenosom živih vektora kao što su komarci i krpelji. Osnovni reproduktivni broj infekcije je očekivani broj narednih slučajeva koje će verovatno izazvati putem transmisije.
Virulencija uključuje patogene koji izvlače hranljive materije domaćina za svoj opstanak, izbegavajući imuni sistem domaćina tako što proizvode mikrobne toksine i izazivaju imunosupresiju. Optimalna virulencija opisuje teoretizovanu ravnotežu između širenja patogena na dodatne domaćine kako bi parazitirao resurse, dok se smanjuje njihova virulentnost kako bi domaćini živeli za vertikalni prenos na svoje potomstvo. Virulencija je povezana sa patogenošću u smislu da je njeno značenje u korelaciji sa manifestacijom bolesti. Međutim, patogenost se posebno definiše kao sposobnost patogena da izazove bolest.
Patogen, mikroorganizam je koji šteti svom domaćinu i u njemu izaziva bolest.. Sposobnost stvaranja bolesti povezana je sa inherentnim karakteristikama mikroorganizma u nastojanju da preživi unutar domaćina. Nasuprot tome, virulencija se odnosi na stepen patogenosti određenog mikroorganizam. Virulentni patogen je onaj koji uzrokuje štetu svom domaćinu u meri koja je znatno veća od one koju izaziva nepatogeni mikroorganizam.

## Vrste patogena
Prema sposobnosti da izazovu oboljenje, patogeni se uglavnom dele na primarne patogene, uslovne patogene (izazivače oportunističkih infekcija), apatogene.

### Primarni patogeni
Imaju sposobnost da izazovu infekciju i pojavu bolesti kod osoba sa očuvanim imunskim sistemom. Patogeni mikroorganizmi najčešće prodiru u organizam čoveka preko:
- organa za disanje,
- organa za varenje
- mokraćno-polnih organa
- kože i vidljivih sluzokoža, preko oštećenja na koži (zadesne traume kože) ili prenosom mikroorganizama preko bioloških vektora (npr. ubod insekta).

### Uslovni patogeni
Patogeni retko izazivaju bolest kod osobe sa očuvanim imunskim mehanizmima odbrane a infekciju izazivaju kod imunokompromitovanih bolesnika (npr. kod urođene ili stečene imunodeficijencija)... „Uslovni patogeni su najčešće prisutni na koži i sluzokoži kao deo fiziološke mikroflore (koagulaza negativne stafilokoke, difteroidi) a promenom mesta kolonizacije ili prodorom u anatomske regije organizma koje su primarno sterilne, izazivaju oštećenje tkiva domaćina i pojavu bolesti. Fiziološka mikroflora je izuzetno značajna za organizam domaćina i narušavanje njene ravnoteže u toku dugotrajne primene antibiotika širokog spektra može dovesti do prekomernog umnožavanja nekih uslovno patogenih mikroorganizama (kandidiaza je često prisutna kod bolesnika koji u dužem vremenskom periodu koriste antibiotike širokog spektra)“...
Odnos između mikroorganizama i čoveka
| Asocijacija  | Karakteristike odnosa |
| ------------ | --- |
| Komensalizam | - Asocijacija u kojoj bakterija koristi humani organizam kao sklonište i izvor hrane, pri čemu ne nanosi nikakvu štetu svom domaćinu. |
| Sinergizam   | - Interakcija u kojoj i bakterija i čovek imaju koristi od zajedničkog života. |
| Parazitizam  | - Asocijacija koja je korisna za bakteriju a štetna za čoveka jer iz nje nastaje pojava bolesti. - Bakterije koje kolonizuju ljudski organizam tokom dužeg vremena, a ne izazivaju bolesti, nazivaju se normalnom ili fiziološkom mikroflorom. Ona štiti domaćina od razvoja patogenih mikroorganizama i to predstavlja fenomen mikrobnog antagonizma, a pored toga obezbeđuje domaćinu vitamine B kompleksa i K vitamin. |
| Tranzicija   | - Mikroorganizmi koji kratkotrajno (više sati ili dana) kolonizuju kožu i sluzokožu predstavljaju tranzitornu mikrofloru, koja obično potiče iz okruženja čoveka. |
| Napomena     | „Humani organizam ima u proseku 1x1013 ćelija i predstavlja stanište za oko 1x1014 bakterija, što znači da je broj bakterija koje normalno kolonizuju organizam deset puta veći od ukupnog broja humanih ćelija.“ |

### Apatogeni
Apatogeni su mikroorganizmi ili bakterije koje ne izazivaju bolest na lokaciji na kojoj se nalazi. [ 3 ] Međutim ako apatogen završi na pogrešnom mestu u telu, može postati patogen. Primer za to je E. coli , koja se prirodno nalazi u crevima, ali stvara infekcije u urinarnom traktu i krvotoku i drugim sistemima ako dođe na pogrešno mesto.

## Mehanizmi kojima patogen ostvaruje patogenost
Kada patogen - mikroorganizam koji je sposoban da izazove bolest dođe u kontakt sa domaćinom, u njegovom organizmu se može javiti: 
Kolonizacija patogenom
Nastaje kada domaćin ne odgovara na prisustvo mikroorganizma, zbog sposobnosti nekih bakterija da luče specijalne virulentne proteine koji im omogućavaju da kolonizuju organizam domaćina, npr. bakterija Helikobakter (lat. Helicobacter pylori) ili ,...„bakterije počinju da funkcionišu kao grupa tek kada se u njoj nađe određeni broj jedinki. Ovaj početni stadijum organizacije grupe bakterija naučnici su nazvali "osećajem kvoruma" (engl. quorum sensing)...“ 
 Kolonije patogena se definišu kao populacije nastale kroz reprodukciju iz jednog pretka. Ali, potomstvo patogena brzo trpi ekstremno različite promene lokalnih uslova, te u blizini središta kolonije patogeni gladuju za hranjivim materijama, i akumuliraju otpada, kao što su produktu fermentacije - kiseline, dok su oni na rubnim delovima kolonije izraženo aktivni zbog gradijenta u hranljivim materijama. Zato su patogeni u centralnom delu kolonije u stacionarnoj fazi (fazi mirovanja), dok vodeću ulogu u infekciji preuzimaju rubne ćelije koje su u izraženoj aktivnosti. Ova različitost može dovesti do nastanka mutacije patogena, što rezultuje nastankom genetički raznovrsnih vrsta. Takođe zbijenost ćelija patogena (jednih uz druge), može da dovede do formiranja „minijaturnog biofilma“, koji je danas glavni predmet istraživanja u oblasti antibiotske rezistencije i drugih svojstva patogena.
Infekcija
Imunski sistem domaćina odgovora na prisustvo mikroorganizma infekcijom, koja podrazumeva aktivno ili pasivno prodiranje izazivača bolesti (mikroorganizama) i njihovo zadržavanje i razmnožavanje u organizmu domaćina. Infekcijom, strani organizmi pokušavaju da prilagode domaćina (njegove ćelije i delove ćelija) sopstvenom razmnožavanju. Infektivni ili patogeni organizmi ometaju normalno funkcionisanje organizma domaćina i mogu dovesti do hroničnih rana, gangrene, gubitka inficiranog dela organizma, pa čak i smrti. Reakcija domaćina na infekciju je zapaljenje, a tok infekcije može se predstaviti ovim obrascem:
Pojave oboljenja
Aktiviranjem imunskog sistema domaćina dolazi do oštećenja tkiva i pojave simptoma bolesti).

## Infekcija patogenima
Prodorom patogena u tkiva i ćelije domaćina njihovim održavanjem, razmnožavanje, širenjem i produkcijom štetnih materija, patogeni izazivaju bakterijsku, gljivičnu i virusnu infekciju. Infekcija ne dovodi uvek do bolesti. U slučaju pravovremene i kvalitetne odbrane domaćina infekcija može proći bez simptoma bolesti - kao asimptomatska infekcija ili kliconoštvo. U kliničkom smislu infekcija (ili njena virulentnost) je manifestacija složenih odnosa patogena i domaćina, i prvenstveno zavisi od osobina mikroorganizma sa jedne strane i odbrambenih snaga domaćina sa druge.
Prema stepenu raširenosti infekcija patogenima može biti;
- Lokalizovana ili lokalna, u jednom užem delu organizma, najčešće ma mestu njihovog prodora u telo.
- Generalizovana ili opšta, kao posledica širenja patogena po celom organizmu (hematogeno-putem krvi, limfogeno-putem limfe ili lat. per continuitatem-neposrednim širenjem u okolinu bez jasnih granica).

Generalizovana, hematogenim širenjem izazvana infekcije patogenima ispoljava se kao;
- Bakterijemija – prodor nepatogenih ili uslovno patogenih bakterija u krvotok u kome se ne razmnožavaju.
- Septikemija – prodor patogenih bakterija u krvotok u kome se razmnožavaju i putem krvi raznose po celom organizmu
- Pijemija – septično stanje izazvano prisustvom u krvi piogenih koka (lat. pyos-gnoj), npr stafilokoka, streptokoka, meningokoka...
- Toksemija –prisustvo bakterijskih toksina u krvi.

## Faktori patogenosti
Faktori patogenosti, ili činioci koji omogućavaju patogenu uspešnu invaziju i oštećenje domaćina i razvoj infekcije, mogu se podeliti u tri grupe:
- Površinske strukture - koje kod nekih patogena imaju ulogu u ometanju fagocitoze, kao jednog od najvažnijih odbrambenih mehanizama domaćina. Kapsula, kao površinska tvorevina, faktor je patogenosti kod mnogih bakterijskih patogena koji imaju ulogu u ometanju fagocitoze, kao jednog od najvažnijih odbrambenih mehanizama domaćina.

- Enzimi - koji svojim dejstvom olakšavaju invazivnost patogena. Najinvazivnije bakterije su stafilokoke i streptokoke. One sintetišu enzim hijaluronidazu koja razlaže hijaluronsku kiselinu, vezivnu supstancu koja povezuje tkiva i tako olakšava širenje infekcije na okolna tkiva. U procesu invazije učestvuju i mnogi drugi enzimi, kao npr. mucinaza koja napada sluzokožu crijeva.

- Toksini - otrovne materije koje stvaraju ipatogeni mikroorganizmi a koje oštećuju tkivo domaćina. Oni imaju dvojako dejstvo:  razlaganje ćelijskih sastojaka ili interferenciju sa specifičnim ćelijskim funkcijama. Toksini se svrstavaju u dve grupe: egzotoksine i Endotoksine

### Faktori patogenosti nekih bakterija

#### Faktori patogenosti S. aureus
- Faktori adherencije (protein A, LTA, TA, kapsula, sluz, FBNP)
- Toksini: alfa, beta, delta, leukocidin,
- Enzimi: hijaluronidaza, katalaza, fosfataza, proteinaza,lipaza, esteraza, koagulaza

#### Faktori patogenosti S. agalactiae
- Faktori adherencije:protein M, LTA
- Toksini (hemolizini-streptolizin O i S), leukocidin
- Enzimi: streptokinaza-fibrinolizin, hijaluronidaza, dezoksiribonukleaza.

## Napomene
1. ↑  Prema teoriji profesora molekularne biologije na Univerzitetu Prinston u SAD, Boni Bejsler

## Literatura
- Jawetz E i sar. Medicinska mikrobiologija, Informator, 1998. Beograd
- Švabić-Vlahović M. i sar: Medicinska bakteriologija, Savremena administracija, Beograd, 2005.
- Marković Lj. i sur: Opća Virusologija, Medicinski fakultet Zagreb, 1995.
- Krstić Lj. Medicinska Virusologija, Štampa Čigoja, 2000.
- Kranjčić-Zec I. i sar. Medicinska parazitologija, Informator, 1993. Beograd
- Jovanović T. i sar. Praktikum iz mikrobilogije i imunologije, Informator, 2000. Beograd
- Tasić G: Virusološka dijagnostika, Institut za zaštitu zdravlja Niš, 1999.
- Day, Troy; Graham, Andrea L.; Read, Andrew F. (2007). „Evolution of parasite virulence when host responses cause disease”. Proceedings of the Royal Society B: Biological Sciences. 274 (1626): 2685—2692. PMC 2279213 . PMID 17711836. doi:10.1098/rspb.2007.0809.
- Frank, S. A.; Schmid-Hempel, P. (2008). „Mechanisms of pathogenesis and the evolution of parasite virulence”. Journal of Evolutionary Biology. 21 (2): 396—404. PMID 18179516. S2CID 1143835. doi:10.1111/j.1420-9101.2007.01480.x.
- Gandon, S.; MacKinnon, M. J.; Nee, S.; Read, A. F. (2002). „Imperfect vaccines and the evolution of pathogen virulence”. Nature. 414 (6865): 751—756. PMID 11742400. doi:10.1038/414751a. hdl:1842/711.
- 2007
- -{Levin Bruce R, Bergstrom Carl T Levin, B. R.; Bergstrom, C. T. (20. 6. 2000). „Bacteria are different: Observations, interpretations, speculations, and opinions about the mechanisms of adaptive evolution in prokaryotes”. Proc Natl Acad Sci U S A. 97 (13): 6981—6985. Bibcode:2000PNAS...97.6981L. PMC 34373 . PMID 10860960. doi:10.1073/pnas.97.13.6981 .

## Spoljašnje veze
|  | Molimo Vas, obratite pažnju na važno upozorenje u vezi sa temama iz oblasti medicine (zdravlja). |